# Summertime '06
Albums de Vince Staples
Hell Can Wait
(2014) Prima Donna
(2016)
Singles
1. Señorita
Sortie : 4 mai 2015
2. Get Paid
Sortie : 15 juin 2015
3. Norf Norf
Sortie : 23 juin 2015

Summertime '06 est le premier album studio de Vince Staples, sorti le 30 juin 2015, sur les labels ARTium, Blacksmith et Def Jam.

## Historique

### Promotion
Le 4 mai 2015, Staples révèle le premier single de Summertime '06, Señorita. Il sera suivi de deux autres titres, Get Paid et Norf Norf, tous deux sortis en juin. Staples dévoile sur Twitter que l'album est scindé en deux parties, dont il dont il révèle les pistes.
Le 21 juin 2015, Summertime '06 est disponible en streaming sur National Public Radio.

### Postérité
Summertime '06 est cité à deux reprises dans l'album Flower Boy de Tyler, The Creator. Dans le morceau Who Dat Boy, ASAP Rocky fait une référence dans le vers : « Was it Summertime '06, had the Number (N)ine / Nigga, never mind, was another time before Vince ». November voit Tyler, The Creator faire un clin d'oeil à l'album : « Mine was the summer '06 ».

## Réception

### Commerciale
Summertime '06 débute à la 39e place du Billboard 200 et à la troisième place du Top R&B/Hip-Hop Albums, vendant 13 000 copies lors de sa première semaine,,. En Europe, l'album se classe à la 180e place des charts belge.

### Critique
Summertime '06 reçoit un excellent accueil de la part des critiques avec un score de 87 sur 100 sur le site Metacritic, rassemblant 24 critiques. Jayson Greene de Pitchfork analyse que Staples « est un adepte du réalisme, dans sa définition la plus simple » et qu'il « s'émerveille de la solitude de son métier de rappeur, traduisant sa vie à ceux qui ne la vivent pas ».
La critique française se montre également enthousiaste comme Eric Vernay des Inrockuptibles, résumant l'album à « une virée étouffante et sans concession sur les cendres encore chaudes du gangsta rap ».

## Liste des titres
| Disque 1 : Summertime | Disque 1 : Summertime                                                               | Disque 1 : Summertime                                                                                | Disque 1 : Summertime                                 | Disque 1 : Summertime | Disque 1 : Summertime | Disque 1 : Summertime | Disque 1 : Summertime | Disque 1 : Summertime | Disque 1 : Summertime |
| No                    | Titre                                                                               | Auteur                                                                                               | Contient un (des) sample(s)                           | Durée                 |                       |                       |                       |                       |                       |
| --------------------- | ----------------------------------------------------------------------------------- | --- | ----------------------------------------------------- | --------------------- | --------------------- | --------------------- | --------------------- | --------------------- | --------------------- |
| 1.                    | Ramona Park Legend, Pt. 1 (Produit par No I.D.)                                     | Vince Staples, Ernest Wilson                                                                         | Something Happen de Jack Arel                         | 0:36                  |                       |                       |                       |                       |                       |
| 2.                    | Lift Me Up (Produit par DJ Dahi et No I.D.)                                         | Staples, Wilson, Dacoury Natche, Steve Wyreman                                                       |                                                       | 4:31                  |                       |                       |                       |                       |                       |
| 3.                    | Norf Norf (Produit par Clams Casino)                                                | Staples, Michael Volpe                                                                               | Pendulum Music de Steve Reich and Ensemble Avantgarde | 3:03                  |                       |                       |                       |                       |                       |
| 4.                    | Birds & Bees (featuring Daley – Produit par DJ Dahi)                                | Staples, Natche, Gareth Daley, Adam Manella, Michael Russell                                         | 5ive de MRR-ADM                                       | 2:41                  |                       |                       |                       |                       |                       |
| 5.                    | Loca (Produit par No I.D.)                                                          | Staples, Wilson                                                                                      |                                                       | 2:41                  |                       |                       |                       |                       |                       |
| 6.                    | Lemme Know (featuring Jhené Aiko et DJ Dahi – Produit par No I.D., DJ Dahi et Kidd) | Staples, Wilson, Natche, Brian Kidd, Jhené Chilombo                                                  | Iko Iko de The Dixie Cups                             | 3:41                  |                       |                       |                       |                       |                       |
| 7.                    | Dopeman (featuring Joey Fatts et Kilo Kish – Produit par No I.D.)                   | Staples, Wilson, Joey Vercher                                                                        |                                                       | 1:53                  |                       |                       |                       |                       |                       |
| 8.                    | Jump Off the Roof (featuring Snoh Aalegra – Produit par No I.D.)                    | Staples, Wilson, Czesław Niemen                                                                      | Nie Jesteś Moja de Czesław Niemen                     | 3:44                  |                       |                       |                       |                       |                       |
| 9.                    | Señorita (Produit par Christian Rich)                                               | Staples, Taiwo Hassan, Kehinde Hassan, Sean Fenton, Snoh Nowrozi, Nayvadius Wilburn, Sonny Uwaezuoke | Covered N Money de Future                             | 3:07                  |                       |                       |                       |                       |                       |
| 10.                   | Summertime (Produit par Clams Casino)                                               | Staples, Volpe, Darwin Jones, Ronnie Smith                                                           |                                                       | 4:19                  |                       |                       |                       |                       |                       |
| 30:16                 |                                                                                     | |                                                       |                       |                       |                       |                       |                       |                       |

| Disque 2 : '06 | Disque 2 : '06                                                                       | Disque 2 : '06                                | Disque 2 : '06                                                                | Disque 2 : '06 | Disque 2 : '06 | Disque 2 : '06 | Disque 2 : '06 | Disque 2 : '06 | Disque 2 : '06 |
| No             | Titre                                                                                | Auteur                                        | Contient un (des) sample(s)                                                   | Durée          |                |                |                |                |                |
| -------------- | ------------------------------------------------------------------------------------ | --------------------------------------------- | ----------------------------------------------------------------------------- | -------------- | -------------- | -------------- | -------------- | -------------- | -------------- |
| 1.             | Ramona Park Legend, Pt. 2 (Produit par No I.D.)                                      | Staples, Wilson, Thebe Neruda Kgositsile      |                                                                               | 1:27           |                |                |                |                |                |
| 2.             | 3230 (Produit par No I.D.)                                                           | Staples, Wilson, Wyreman                      |                                                                               | 2:52           |                |                |                |                |                |
| 3.             | Surf (featuring Kilo Kish – Produit par Clams Casino et Ekko)                        | Staples, Volpe, Mikky Ekko, Lakisha Robinson  |                                                                               | 2:31           |                |                |                |                |                |
| 4.             | Might Be Wrong (featuring Haneef Talib aka GeNNo and eeeeeeee – Produit par No I.D.) | Staples, Wilson, James Fauntleroy, Wyreman    |                                                                               | 3:59           |                |                |                |                |                |
| 5.             | Get Paid (featuring Desi Mo – Produit par No I.D.)                                   | Staples, Wilson                               |                                                                               | 3:12           |                |                |                |                |                |
| 6.             | Street Punks (Produit par No I.D.)                                                   | Staples, Wilson                               |                                                                               | 3:06           |                |                |                |                |                |
| 7.             | Hang N' Bang (featuring Aston Matthews – Produit par No I.D. et Kidd)                | Staples, Wilson, Matthew Lopez                |                                                                               | 2:06           |                |                |                |                |                |
| 8.             | C.N.B. (Produit par No I.D., DJ Dahi et Kidd)                                        | Staples, Wilson, Natche, Kidd, Kevin Randolph |                                                                               | 4:13           |                |                |                |                |                |
| 9.             | Like It Is (Produit par No I.D., DJ Dahi et Kidd)                                    | Staples, Wilson, Natche, Kidd                 | The Art of Storytellin' Part 4 par DJ Drama feat. OutKast et Marsha Ambrosius | 4:36           |                |                |                |                |                |
| 10.            | '06 (Produit par No I.D.)                                                            | Staples, Wilson                               |                                                                               | 0:47           |                |                |                |                |                |
| 28:49          |                                                                                      |                                               |                                                                               |                |                |                |                |                |                |

## Classements hebdomadaires
| Classement (2015)                   | Meilleure position |
| ----------------------------------- | ------------------ |
| Belgique (Flandre Ultratop)         | 180                |
| États-Unis (Billboard 200)          | 39                 |
| États-Unis (Top R&B/Hip-Hop Albums) | 3                  |